# Hybrid (casa di produzione)
La Hybrid è una casa di produzione cinematografica e televisiva, specializzata principalmente in film horror, film thriller e film natalizi, per di più produce anche la serie di film The Wrong.

## Produzioni
- Mi vuoi sposare? (A Christmas Proposal) (2008) Film TV
- Mamma, che Natale da cani! (The Dog Who Saved Christmas) (2009) Film TV
- Turbulent Skies - Volo fuori controllo (Turbulent Skies) (2010) Film TV
- Abandoned - Amore e inganno (Abandoned) (2010) Uscito in home video
- Una tata per Natale (A Nanny for Christmas) (2010)
- Un bianco Natale per Zeus (The Dog Who Saved Christmas Vacation) (2010) Film TV
- American Bandits: Frank and Jesse James (2010) Uscito in home video
- Appuntamento a San Valentino (A Valentine's Date) (2011) Film TV
- La verità non può aspettare (The Perfect Student) (2011)
- Ice Road Terror (2011) Film TV
- Killer Mountain (2011) Film TV
- Zeus alla conquista di Halloween (The Dog Who Saved Halloween) (2011) Film TV
- Un matrimonio sotto l'albero (A Christmas Wedding Tail) (2011) Film TV
- A Holiday Heist (2011)
- I 12 desideri di Natale (12 Wishes of Christmas) (2011) Film TV
- On Set: The Making of 'A Christmas Wedding Tail' (2011) Cortometraggio
- Chi vuole mia figlia? (Stolen Child) (2012) Film TV
- Wyatt Earp - La Leggenda (Wyatt Earp's Revenge) (2012) Uscito in home video
- Snow White: A Deadly Summer (2012)
- Il marchio dell'inganno (Unstable) (2012)
- Hatfields & McCoys: Cattivo sangue (Hatfields and McCoys: Bad Blood) (2012)
- Jersey Shore Shark Attack (2012) Film TV
- A Christmas Wedding Date (2012) Film TV
- Zeus e il Natale in California (The Dog Who Saved the Holidays) (2012) Film TV
- Natale, è sempre Natale! (All About Christmas Eve) (2012) Film TV
- Hansel & Gretel: Warriors of Witchcraft (2013)
- I segreti non riposano in pace (Summoned) (2013) Film TV
- Non puoi nasconderti per sempre (Hidden Away) (2013) Film TV
- Revenge - Vendetta privata (The Contractor) (2013)
- Bonnie & Clyde: Justified (2013) Uscito in home video
- Un misterioso Babbo Natale (Dear Secret Santa) (2013) Film TV
- Holiday Road Trip (2013) Film TV
- Zeus - Una Pasqua da cani (The Dog Who Saved Easter) (2014)
- Stranded (2014)
- Non si gioca con morte (Finders Keepers) (2014) Film TV
- High School Possession (2014) Film TV
- Natale a Palm Springs (Christmas in Palm Springs) (2014)
- Il segreto di Natale (Christmas Under Wraps) (2014) Film TV
- Un segreto sotto l'albero (A Christmas Mystery) (2014) Film TV
- La lista di Natale (A Perfect Christmas List) (2014) Film TV
- La casa dei segreti (House of Secrets) (2014)
- Rapita - La storia di Hannah Anderson (Kidnapped: The Hannah Anderson Story) (2015) Film TV
- Eyewitness - Testimone involontaria (Eyewitness) (2015) Film TV
- Un'estate da cani - Il ritorno di Zeus (The Dog Who Saved Summer) (2015)
- Cattivi presagi (Ominous) (2015) Film TV
- 12 regali di Natale (12 Gifts of Christmas) (2015) Film TV
- Non sono pronta per Natale (I'm Not Ready for Christmas) (2015) Film TV
- A Christmas Reunion (2015) Film TV
- Small Town Prince (2015) Film TV
- Un regalo per Natale (The Christmas Gift) (2015) Film TV
- Un volo a Natale (The Flight Before Christmas) (2015) Film TV
- Il paese di Natale (Christmas Land) (2015) Film TV
- Il terrore al piano di sopra (The Wrong Roommate) (2016) Film TV
- The Talk Show with John Gruber (2016) Uscito in home video
- Sniper: Forze speciali (Sniper: Special Ops) (2016)
- Tradita - Betrayed (His Double Life) (2016) Film TV
- The Wrong Child (2016) Film TV
- The Talk Show Live with (2016) Uscito in home video
- Un principe per l'estate (My Summer Prince) (2016) Film TV
- The Crooked Man (2016) Film TV
- Una telecamera per due (Broadcasting Christmas) (2016) Film TV
- Miracoli a Natale (A Christmas in Vermont) (2016) Film TV
- Un marito per Natale (A Husband for Christmas) (2016) Film TV
- Il segreto del suo passato (His Secret Past) (2016) Film TV
- Non toccate la mia casa (The Wrong House) (2016) Film TV
- L'ossessione di Maddie (The Wrong Student) (2017) Film TV
- L'ossessione di Jamie (The Wrong Neighbor) (2017) Film TV
- Un ammiratore pericoloso (The Wrong Crush) (2017) Film TV
- The Sandman (2017)
- Wrapped Up In Christmas (2017) Film TV
- The Ugly Christmas Sweater (2017) Cortometraggio TV
- Delivering Christmas (2017) Cortometraggio TV
- La mia favola di Natale (My Christmas Prince) (2017) Film TV
- Il mio principe di Natale (A Royal Christmas Ball) (2017) Film TV
- A Christmas Cruise (2017) Film TV
- My Christmas Grandpa (2017) Cortometraggio TV
- L'incubo della porta accanto (The Wrong Man) (2017) Film TV
- A Tale of Two Coreys (2018) Film TV
- The Talk Show with John Gruber - WWDC 2018 (2018) Uscito in home video
- The Wrong Cruise (2018)
- Mai fidarsi di quel ragazzo (The Wrong Friend) (2018) Film TV
- Cucuy: The Boogeyman (2018)
- My Christmas Inn (2018) Film TV
- Jingle Belle (2018)
- Un matrimonio per Natale (A Wedding for Christmas) (2018) Film TV
- Christmas Wonderland (Christmas Wonderland) (2018) Film TV
- La sfilata di Natale (A Christmas in Royal Fashion) (2018) Film TV
- Un Natale su misura (Christmas Made to Order) (2018) Film TV
- Uno studente quasi perfetto (The Wrong Teacher) (2018) Film TV
- Sister of the Bride (2019) Film TV
- The Wrong Stepmother (2019) Film TV
- Mai fidarsi del mio vicino (The Wrong Boy Next Door) (2019) Film TV
- Secret Obsession (2019)
- Mai fidarsi di mia madre (The Wrong Mommy) (2019) Film TV
- The Wrong Tutor (2019) Film TV
- The Secret Lives of Cheerleaders (2019) Film TV
- The Wrong Cheerleader (2019) Film TV
- The Road Home for Christmas (2019) Film TV
- One Fine Christmas (2019) Film TV
- Carole's Christmas (2019) Film TV
- Check Inn to Christmas (2019) Film TV
- Staging Christmas (2019) Film TV
- Baking Christmas (2019) Film TV
- Una principessa a Natale (A Christmas Princess) (2019) Film TV
- Christmas Matchmakers (2019) Film TV
- Christmas Hotel (2019) Film TV
- The Wrong Housesitter (2020) Film TV
- Relazione pericolosa (Fatal Affair) (2020)
- The Wrong Wedding Planner (2020) Film TV
- The Wrong Stepfather (2020) Film TV
- Cheer Camp Killer (2020) Film TV
- Dying for A Daughter (2020) Film TV
- The Christmas Edition (2020) Film TV
- A Royal Christmas Engagement (2020) Film TV
- Christmas Together (2020) Film TV
- A Christmas for Mary (2020) Film TV
- The Wrong Real Estate Agent (2021) Film TV
- The Wrong Fiancé (2021) Film TV
- The Wrong Mr. Right (2021) Film TV
- The Wrong Prince Charming (2021) Film TV
- The Wrong Valentine (2021) Film TV
- Deceived by My Mother-In-Law (2021) Film TV
- Mommy's Deadly Con Artist (2021) Film TV
- The Killer in My Backyard (2021) Film TV
- Keeping Up with the Joneses (2021–) Miniserie TV
- Killer Cheer Mom (2021) Film TV
- The Wrong Cheer Captain (2021) Film TV
- A Picture Perfect Holiday (2021) Film TV
- Blending Christmas (2021) Film TV
- Love Accidentally (2021)
- The Wrong Blind Date (2022) Film TV
- The Wrong High School Sweetheart (2022) Film TV